# ۲۳۷۶۸ ابوالرمیله
سیارک ۲۳۷۶۸ ابوالرمیله (به انگلیسی: 23768 Abu-Rmaileh، نامگذاری:1998MT32) بیست و سه هزار و هفتصد و شصت و هشتمین سیارک کشف شده‌است که در ۲۴ ژوئن ۱۹۹۸ کشف شد.
قدر مطلق سیارک برابر ۲۰.۴ است.